# Marc Soler
Marc Soler Gimènez (* 22. November 1993 in Vilanova i la Geltrú) ist ein spanischer Radrennfahrer.

## Sportliche Laufbahn
Im Jahr 2014 wurde Marc Soler dritter der spanischen Zeitfahrmeisterschaften in der Klasse U23 und ging wenig später für das spanische Nationalteam bei der Tour de l’Avenir und dem U23-Straßenrennen der Weltmeisterschaften an den Start. Zudem erhielt er für das Jahr 2015 einen Vertrag beim spanischen Movistar Team.

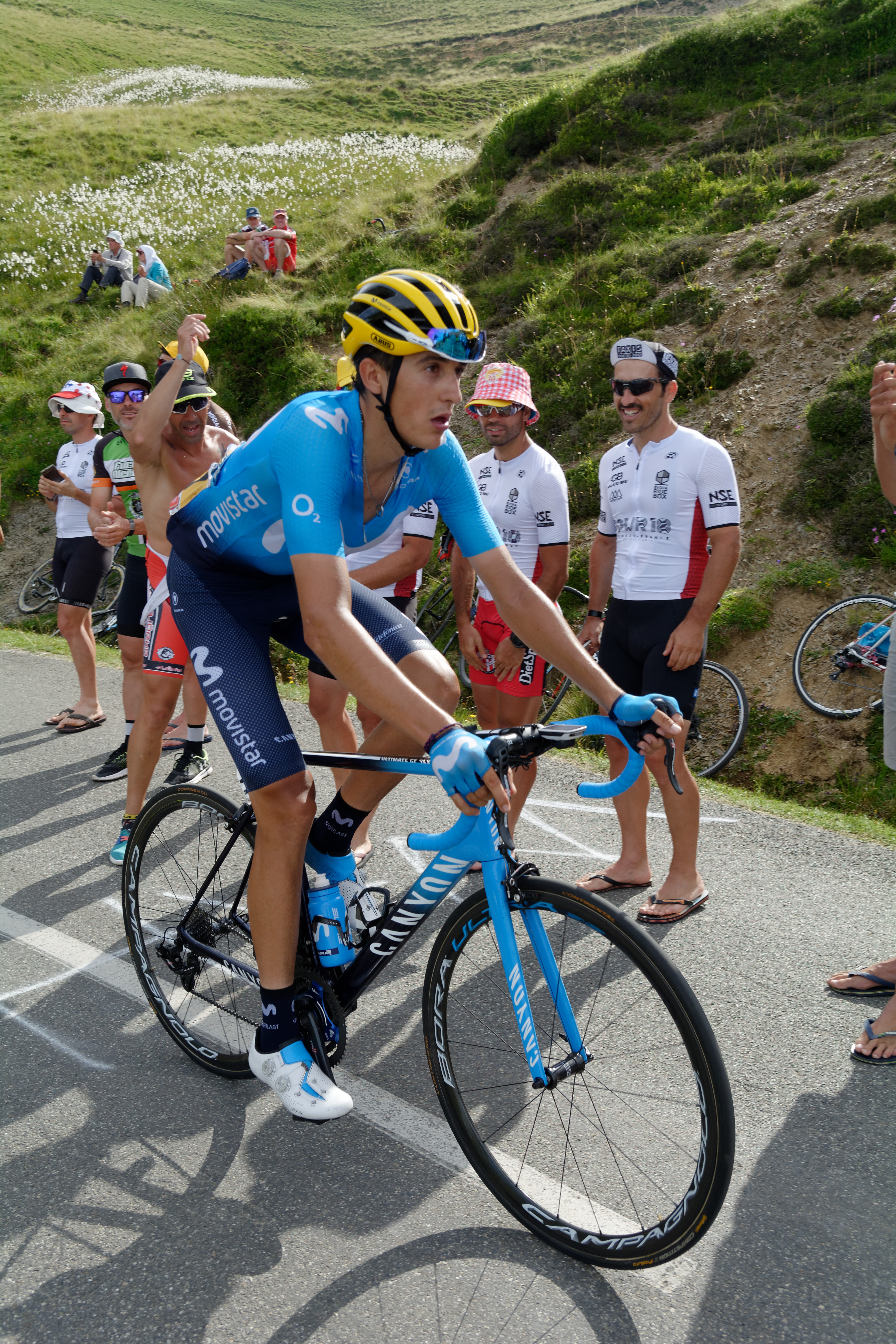
Soler bei der Tour de France 2018

In seiner ersten Saison für das Movistar Team startete er bei kleineren Landesrundfahrten und gewann mit der Gesamtwertung der Tour de l’Avenir sein erstes internationales Radrennen für die spanische Nationalmannschaft. Im Jahr 2016 gewann er eine Bergankunft bei der Route du Sud und sicherte sich neben dem zweiten Gesamtrang auch die Nachwuchswertung. In der Saison 2017 gewann er die Nachwuchswertung der Katalonien-Rundfahrt und belegte Platz drei in der Gesamtwertung. Wenige Wochen später bestritt er mit Lüttich–Bastogne–Lüttich sein erstes Monument des Radsports, ehe er mit der Vuelta a España 2017 zu seiner ersten Grand Tour nominiert wurde. Diese beendete auf dem 48. Gesamtrang und startete wenige Wochen später bei den UCI Straßenradsport-Weltmeisterschaften in Bergen.

Im Jahr 2018 gewann Marc Soler nach Platz drei bei der Andalusien-Rundfahrt die Gesamtwertung von Paris–Nizza. Auf der letzten Etappe griff er zur Hälfte der Distanz gemeinsam mit David de la Cruz und Omar Fraile an und setzte sich schlussendlich in der Gesamtwertung mit einem Vorsprung von vier Sekunden vor Simon Yates durch. Bei der seiner ersten Tour de France fuhr er an der Seite von Nairo Quintana, Alejandro Valverde und Mikel Landa und belegte den 62. Rang in der Gesamtwertung. Im Frühjahr des Jahres 2019 konnte er nicht an seine Erfolge des Vorjahres anschließen. Bei der Tour de France 2019 ging er erneut als Helfer an den Start. Auf der 9. Etappe der Vuelta a España 2019 wurde er in Führung liegend drei Kilometer vor dem Ziel zurückbeordert, um seinen Kapitän Nairo Quintana zu unterstützen und verlor somit einen sicher geglaubten Etappensieg. Schlussendlich belegte er im Gesamtklassement den neunten Gesamtrang. Im Jahr 2020 gewann er am Anfang der Saison das Eintagesrennen Pollença-Andratx, das Teil der Mallorca Challenge war. Nachdem die COVID-19-Pandemie für eine längere Rennpause sorgte, fuhr er die Tour de France 2020 als Helfer für Enric Mas und beendete diese auf dem 21. Rang. Bei der Vuelta a España 2020 gewann er die 2. Etappe und wurde 18. der Gesamtwertung. In seiner letzten Saison für das Movistar Team bestritt Marc Soler erstmals den Giro d’Italia, nachdem er eine Etappe bei der Tour de Romandie gewinnen konnte. Erstmals nahm er bei einer Grand Tour die Leader-Rolle ein und lag nach der ersten Woche auf dem zwölften Gesamtrang, ehe er die Rundfahrt auf der 12. Etappe nach einem Sturz aufgab. Bei der Tour de France 2021 stürzte er auf der 1. Etappe und brach sich beide Arme. Er erreichte zwar das Ziel, nahm die zweite Etappe jedoch nicht mehr in Angriff.

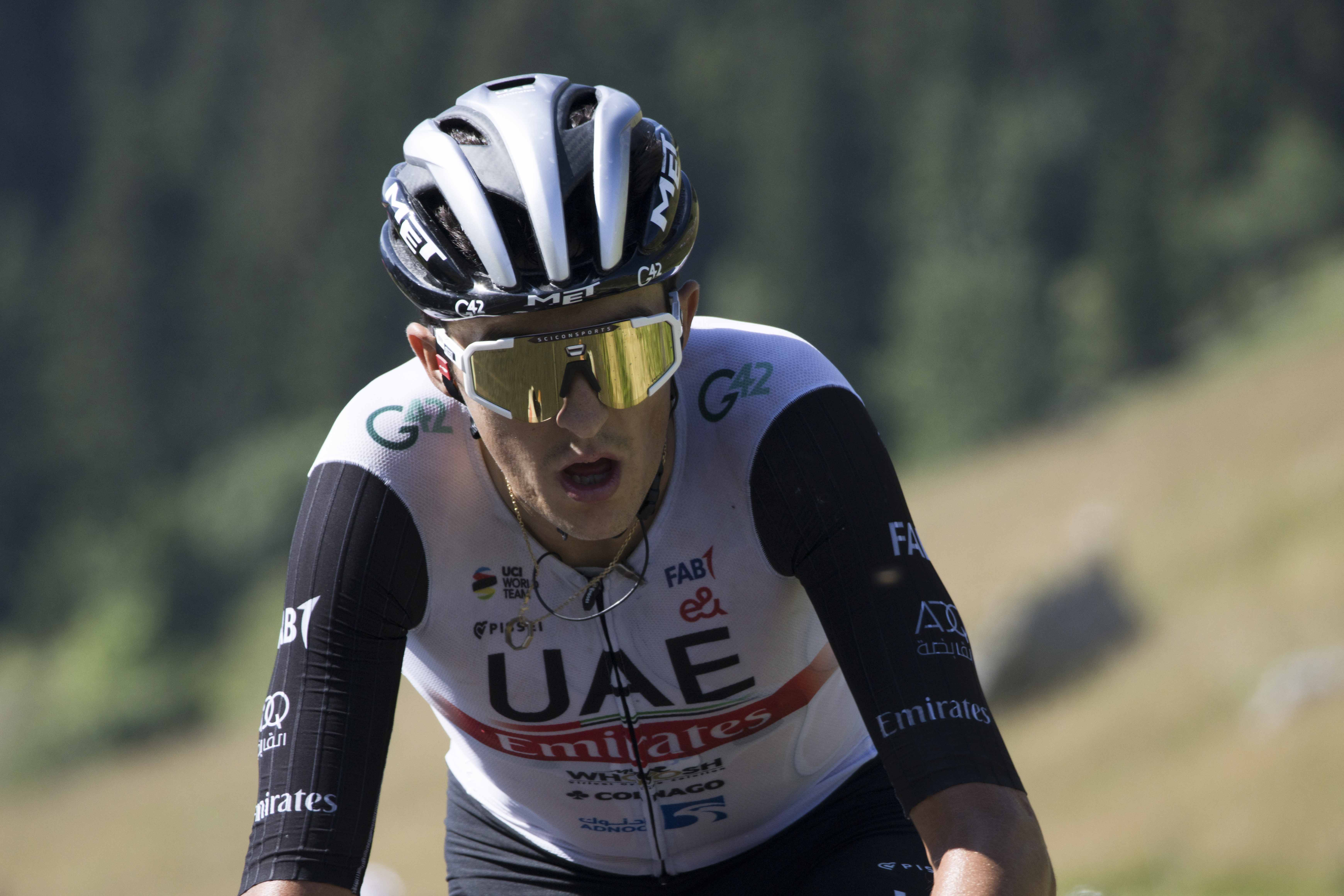
Marc Soler bei der Tour de France 2023

Nach sieben Jahren beim Movistar Team wechselte er zum UAE Team Emirates, wo er Tadej Pogačar bei der Tour de France 2022 unterstützen sollte. Der Spanier erreichte das Ziel der 16. Etappe jedoch krankheitsbedingt außerhalb der Karenzzeit und stand somit auf den Pyrenäen-Etappen nicht mehr zur Verfügung. Bei der Vuelta a España 2022 gewann er die 5. Etappe aus einer Ausreißergruppe und belegte im Gesamtklassement den 27. Rang. Im Jahr 2023 war Marc Soler Teil einer Dreier-Spitze bei der Katalonien-Rundfahrt und belegte den vierten Gesamtrang. Bei der Tour de France 2023 unterstützte er erneut den Slowenen Tadej Pogačar und wurde selbst 56. der Gesamtwertung. In der Saison 2024 zeigte er mit dem vierten Gesamtrang bei der Baskenland-Rundfahrt auf, die sein Teamkollege Juan Ayuso gewann. Nachdem er Tadej Pogačar zu dessen dritten Tour-de-France-Sieg verhalf, ging er bei seiner sechsten Vuelta a España an den Start und gewann die anspruchsvolle Bergankunft der 16. Etappe bei den Lagos de Covadonga. Zudem belegte er in der Bergwertung hinter seinem Teamkollegen Jay Vine den zweiten Rang und wurde zum kämpferischsten Fahrer der Grand Tour gewählt.
2025 wurde Soler zunächst vorrangig für Helferaufgaben eingesetzt. Bei der Asturien-Rundfahrt im April startete er als Kapitän. Nach der zweiten Etappe übernahm er die Führung in der Gesamtwertung, die er mit dem Gewinn der letzten Etappe mit deutlichem Vorsprung für sich entschied.

## Erfolge
2015
- Gesamtwertung Tour de l’Avenir

2016
- eine Etappe und Nachwuchswertung Route du Sud

2017
- Nachwuchswertung Katalonien-Rundfahrt
- Hammer Climb Hammer Sportzone Limburg

2018
- Gesamtwertung und Nachwuchswertung Paris-Nizza

2020
- Trofeo Pollenca
- eine Etappe Vuelta a España

2021
- eine Etappe Tour de Romandie

2022
- eine Etappe und kämpferischster Fahrer Vuelta a España

2024
- eine Etappe und kämpferischster Fahrer Vuelta a España

2025
- Gesamtwertung, eine Etappe, Punkte- und Bergwertung Asturien-Rundfahrt

## Grand-Tour-Platzierungen
| Grand Tour            | 2017 | 2018 | 2019 | 2020 | 2021 | 2022 | 2023 | 2024 | 2025 |
| --------------------- | ---- | ---- | ---- | ---- | ---- | ---- | ---- | ---- | ---- |
| Giro d’ItaliaGiro     | –    | –    | –    | –    | DNF  | –    | –    | –    | –    |
| Tour de FranceTour    | –    | 62   | 37   | 21   | DNF  | DNF  | 56   | 24   | 29   |
| Vuelta a EspañaVuelta | 48   | –    | 9    | 18   | –    | 27   | 14   | 41   |      |